# Telamonia jolensis
Telamonia jolensis är en spindelart som först beskrevs av Simon 1902.  Telamonia jolensis ingår i släktet Telamonia och familjen hoppspindlar. Inga underarter finns listade i Catalogue of Life.